# Josefina Rodríguez Zamora
Josefina Rodríguez Zamora (Tlaxcala de Xicohténcatl, Tlaxcala; 3 de marzo de 1989) es una política mexicana, miembro del partido Morena. Es la secretaria de Turismo de México desde el 1 de octubre de 2024 durante el gobierno de la presidenta Claudia Sheinbaum.

## Primeros años
Josefina Rodríguez Zamora nació el 3 de marzo de 1989 en la ciudad de Tlaxcala de Xicohténcatl, México. Estudió la licenciatura en administración de empresas en la Universidad Iberoamericana Puebla y la maestría en alta dirección en la Universidad del Valle de Tlaxcala.

## Trayectoria política
En las elecciones estatales de Tlaxcala de 2021 fue candidata del partido Fuerza por México a diputada estatal del distrito 7, con sede en la ciudad de Tlaxcala. En los comicios del 6 de junio quedó en cuarto lugar.
En julio de 2021 Josefina Rodríguez Zamora fue propuesta como presidente del patronato de la Feria de Tlaxcala por la gobernadora electa, Lorena Cuéllar Cisneros. Al mes siguiente Cuéllar postuló a Rodríguez Zamora como secretaria de turismo del estado de Tlaxcala.
El 18 de julio de 2024 fue propuesta como secretaria de Turismo por la entonces presidenta electa Claudia Sheinbaum. El 2 de septiembre abandonó su cargo en el gobierno del estado de Tlaxcala para dedicarse a la transición del gobierno federal.